# Mats Mõtslane
Mats Mõtslane (bürgerl. Name Mart Kiirats, * 25. Dezember 1883jul. / 6. Januar 1884greg. in Kiraste, Gemeine Tõstamaa; † 16. November 1956 in der Nähe von Vändra) war ein estnischer Schriftsteller und Politiker.

## Leben
Mõtslane arbeitete bereits seit 1897 als Assistent des Schulmeisters und des Gemeindeschreibers in seinem Heimatort und erhielt seine Ausbildung von 1900 bis 1904 am Lehrerseminar in Tartu. Danach war er von 1904 bis 1911 Leiter der Kirchspielschule in Saarde. Anschließend war er fünfzehn Jahre als Landwirt tätig, in diese Zeit fällt auch seine Zeit als Abgeordneter im estnischen Landtag und dem estnischen Parlament. Nach dem Bankrott seines Bauernhofs arbeitete er von 1926 bis 1929 in der Tartuer estnischen Wirtschaftskooperative, danach war er einige Jahre freiberuflicher Schriftsteller. Seit 1932 war er wieder im Schuldienst, seine letzten Lebensjahre verbrachte er als Gärtner in einer Kolchose.

## Literarisches Werk
Mõtslane debütierte mit feuilletonistischen Dorfgeschichten, die er ab 1902 in der Zeitung Postimees veröffentlichte. Sein erstes Buch erschien 1910. Seine produktivste Zeit fällt in die Jahre von 1927 bis 1933, als neun Romane von ihm veröffentlicht wurden. Sie alle haben das Landleben zum Inhalt und stellen es häufig in starkem Kontrast zur (liederlichen) Stadt dar. Bereits die zeitgenössische Kritik sah in ihm eher den „Schriftsteller als Aufklärer“ als den „Schriftsteller als Künstler“, und heute ist der Autor weitgehend vergessen.
Mats Mõtslane hat auch aus dem Deutschen und Russischen übersetzt.

## Bibliografie (Auswahl)
- Kraawitajad ('Die Grabenden'). Tartu: Postimees 1910. 150 S.
- Kukehansu Madis ('K. M.'). Tartu: Postimees 1912. 27 S.
- Kusta Poland ('K. P.'). Tartu: Postimees 1914. 82 S.
- Hannes Tohwer ('H. T.'). Tallinn: Koit 1921. 155 S.
- Mu kodu ('Mein Heim'). Tartu: Noor-Eesti 1927. 301 S.
- Liblika lend ('Der Flug des Schmetterlings'). Tartu: Noor-Eesti 1927. 260 S.
- Hilda Kõrevares ('H. K.'). Tartu: Noor-Eesti 1928. 375 S.
- Külaotsa Hannes ('Hannes vom Dorfende'). Tartu: Noor-Eesti 1929. 286 S.
- Mäng ('Das Spiel'). Tartu: Noor-Eesti 1930. 414 S.
- Mõrane hing ('Die gesprungene Seele'). Tartu: Noor-Eesti 1930. 338 S.
- Saladuslik surm ('Der geheimnisvolle Tod'). Pärnu: Kultuur 1931. 130 S.
- Kevadised vood I ('Frühlingsfurchen I'). Tartu: Noor-Eesti 1931. 359 S.
- Kevadised vood II ('Frühlingsfurchen II'). Tartu: Noor-Eesti 1933. 250 S.